# مها عبد العزيز المنصور
مها عبد العزيز المنصور هي فنانة تشكيلية كويتية، تعتبر من الأسماء البارزة في الساحة الفنية الكويتية، وتشغل مديرة متحف الكويت الحديث، وهي ابنة المخرج الراحل عبدالعزيز المنصور. حاصلة على بكالوريوس تربيه فنية من كلية التربية أساسية التابعة لجامعة الكويت، ثم اشتغلت كمدرسة تربية فنية لمدة 4 سنوات. نظمت أكثر من 100 معرض فني محلي ودولي بالتعاون مع عدة جهات حكومية وخاصة. حيث أقامت معرضها الشسخصي الأول في نوفمبر 2015 وكان بعنوان «شغف وشغب» في متحف الفن الحديث بالكويت.

## المعرض الشخصي الأول شغف وشغب
ولو تأملنا ابداعية اللون وانقساماته في أكثر من مشهد أيضا نلمس حالة من عدم اكتمال الرؤية التي قدمتها الفنانة في ترجمة للزمان والمكان حيث نرى اشارات الساعة الزمنية والارقام وصفحة فارغة تصلح لكتابة نص آخر لكن ارادت الفنانة ان تحيلنا من درجة التأمل إلى ادراك ان هناك فعلا يدور في خاطر تداعيات الريشة، نحن علينا ان نتأمله وندركه ونتعرف عليه. رسمت مها المنصور أيضا البرواز مقسمة معرضها إلى وقفات الشغف والبرواز ولحظات وتحفظ ورحلة وما إلى ذلك، فلم تأت اللوحات بلغة سردية متدرجة ولكنها كانت تعبر عن معان متنوعة وموضوعات ذات رابط في مكان ورابط آخر في مكان آخر.
وفي بعض الأماكن لم تأت بلغة الترابط المطلوب أو بالمعنى البسيط لم تأت بتسلسل فني تعبر من خلاله عن موضوع واحد نستطيع ان نتأمله اجمالا لنرى ما وراء هذا المضمون الإنساني. اذن متفرقات مها المنصور واختلافها كانت تعبيرية الاداء وشكلت تفاوت النص التشكيلي من محطة إلى أخرى، وايضا شكلت نوعا من الاسقاط الذاتي على بعض أسطح اللوحة التشكيلية. تميل لغة مها المنصور إلى حالة اندماج المشاعر مع فنيات الجمال الفني والانثوي الذي تمنحه المنصور إلى لوحاتها مع الاعتراف برمزية وخيال خصب تدور محاوره في اختيار العناوين التي وضعتها على لوحاتها «تحفظ، لحظات، ورق خران»، ومنها نرى ان الريشة وكانت بحضور ادوات أخرى شكلتها وان لم تكن بدرجة الإجارة العالية.
ووضعت بعض فنون الكولاج كعامل سائد في بعض اللوحات ثم منحت أيضا بعض المشاهد التشكيلية درجات اللون القوي لتصبح اللوحة أكثر تأثيرا فيما ساد اللون الأحمر الناري في معظم المشاهد التي قدمتها، فهل نستطيع القول ان غياب العناصر منحها هذه المساحة الكبيرة لتشير إلى مضمون فني جاء في احتمالات اللغة الباطنية أو من احاسيس صوفية استطاعت الروح ان تنسجها، لا شك ان لغة الحلم تبدو ذات فاعلية في اكتشاف معالم الإنسان والمرأة والواقع، وتحرضنا على محاولة فهم هذا المد الأحمر الذي ساد ايقاعات اللوحات، فهل تماشى اللون الناري مع العنوان «شغف وشغب»؟ الأولى نحن ادركناها بمعنى شغف الفنانة بمشاهد من الواقع ومن الآخر ولكن «شغب» والتي حاولنا ان ندرك هذا المسمى في شرح الفنانة لمراحل الطفولة وهي الذاتية الفنية في العرض ولم لا فهي الحداثة الفنية التي تقدم منهجيات العروض وأعمال الفيديو وهنا يتحول الفنان إلى رصد الشمولية الفنية في اقناع المتلقي لا شك ان الفنانة مها المنصور تمضي بثباتها الإنساني نحو تكوينات لغوية تشكيلية خاصة فهي التي قدمت اللوحة بمعناها البسيط واللوحة ذات المساحات المترامية وبداخلها تحولات الكولاج، واللوحة ذات البعد المكتوب والحالة الرقمية التي اضافتها بمنهجية بعض اللوحات.
أعمال الفنانة الكويتية مها المنصور، امتزجت فيها حالتا التلقائية والرمزية وهو انعكاس الأضداد ان صح التعبير بين القلب والعقل فالقلب هو التلقائية أسقط أحاسيسه بمتاهات اللون الأحمر وتعدد طبقاته، والعقل هو الرمزية ليذهب بنا إلى أحجيات الرمز وفك طلاسم المتباينات بلا نهايات، من هنا أيقنت أن ذاتي الأخرى أشبه بعلامة تعجب أمام لوحة لربما أكون جزءا من حكايتها حالي كحال كل شيء وكأنها حالة هيام فكرية ترتشف القهوة مع ضوء الصباح، وحين تغدو بنا بين تلك الالوان ورموزها نوقن ان ملكة الحكمة تتساقط كمكعبات أقراص السكر على ذاكرة لم تكن عشوائية ولا مركزية بل هي ذاكرة تتسمر الكلمات عن وصفها.

## إنجازاتها

### العضويات الفنية
عضو في الجمعية الكويتية للفنون التشكيلية
عضو اتحاد التشكيليين العرب.
عضو في جمعية المعلمين الكويتية.
عضو رابطه الحرف اليدوية لقارة آسيا.
عضو الرابطة الدولية للفنون - اليونسكو.
عضو هيئه الشباب والرياضة.
عضو مؤسسه سكارابية / السويد.
عضو جمعية الثقافة والفنون في الدمام / السعودية

### المعارض الجماعية
- بعض المعارض المقامة في كليه التربية الأساسية.
- معظم معارض مهرجان القرين التشكيلي الشامل.
- معرض مجموعة رذاذ – الكويت.
- جدارية تشكيلات كويتية – متحف الفن الحديث2011.
- المهرجان الثالث للفنون الصغيرة 2007 – 2008 – 2011 – 2012 – 2013.
- المهرجان الكويتي للإبداع التشكيلي جائزة صاحب السمو الشيخ صباح الاحمد الصباح 2007 - 2008 -2009 - 2010
- معرض فن إعادة التدوير 2012 - 2014 – 2015 متحف الفن الحديث.
- معرض فنانات كويتيات (معرض الكتاب الدولي)المجلس الوطني للثقافة والفنون والآداب 2007- 2008.
- معرض فنون كويتية معاصره في الجمعية الكويتية للفنون التشكيلية 2011.
- معرض شركة البترول الوطنية لفن الرسم والتصويرالفوتوغرافي 2013
- معرض المكتبة الوطنية 2013و 2015
- معرض الكويت فن في الأفينيوز 2015م
- معرض 50*50 في متحف الفن الحديث في الكويت 2015
- تنظيم ومشاركة معرض الأمم المتحدة بالكويت 2014
- معرض «فوليوم 10» في جاليري دن 2015م
- معرض ألوان حواء الأول والثاني 2014و 2015 متحف الفن الحديث بالكويت
- معرض مجموعة رذاذ – باريس 2005.
- معرض تشكيلي في مهرجان ثقافي في المملكة الأردنية الهاشمية 2007.
- معرض تشكيلي تابع لمؤتمر المرأة – مالمو – السويد2008.
- ملتقى اليونسكو الدولي للفنون التشكيلية 2010 – أندورا.
- معرض الفن الكويتي المعاصر في مدريد 2014
- معرض بيت العرب في إسبانيا 2014
- معرض سبع فنانات عربيات في الأردن 2015م
- معرض نتاج ورشة الملتقى الخليجي الأول في الدوحة 2015م
- معرض سبع فنانات عربيات في الرياض 2015م

### الورش الفنية
- المشاركة في ورشة الأعمال الكبيرة في فرنسا تحت اشراف الفنانة الفرنسية انني سيلفي.
- المشاركة في بعض ورش الجمعية الكويتية الفنون التشكيلية
- المشاركة في ورشة الملتقى الأول لاتحاد الجمعيات في قطر2015
- المشاركة في ورشة مهرجان الدكتورة سعاد الصباح 2014
- المشاركة مع فنانين ايطاليين في معرض الكويت اكسبو 2015 م في إيطاليا

### الشهادات التقديرية
- شهادة تقديرية سفارة الكويت في باريس.
- شهادة تقديرية من جاليري أرت تيود باريس.
- شهادة من الجمعية الكويتية للفنون التشكيلية.
- وزارة التربية (المناطق التعليمية).
- شهادة تقديرية إدارة الفنون التشكيلية.
- شهادة تقديرية من مهرجان القرين الثقافي الرابع عشر.
- شهادة تقديرية عن معرض فنانات كويتيات.
- شهادة تقديرية من اليونسكو 2010.
- شهادة شكر من الأمم المتحدة عن تنظيم المعرض الفني بمناسبة يوم الأمم المتحدة
- شهادة تقديرية من اتحاد جمعيات الفنون التشكيلية الخليجية.

### الجوائز
- جائزة أمير عبد الرضا الإبداعية 2008.
- جائزة التميز في مهرجان العطاء 2007.
- جائزة الأعمال التميزية في مهرجان القرين 2008 .
- جائزة الأعمال المميزة في معرض الفنون الجميلة 2006 .